# Chorodna pallidularia
Chorodna pallidularia är en fjärilsart som beskrevs av Moore 1867. Chorodna pallidularia ingår i släktet Chorodna och familjen mätare. Inga underarter finns listade i Catalogue of Life.